# 비긴어게인 (시리즈)
《비긴어게인》(Begin Again)은 대한민국의 힐링 리얼리티 음악 시리즈로, 2017년 JTBC 〈비긴어게인〉을 시작하여, 현재까지 유튜브 채널에 운영하고 있다. 한국 가수들이 국내, 해외로 떠나 '버스킹'이라 불리는 길거리 공연을 하는 리얼리티 프로그램이다.

## 시리즈 목록
| 방송 시즌     | 방송 횟수 | 프로그램명            | 방송사 | 방송 기간                         | 출연진                                                                                                   | 비고 |
| ------------- | --------- | --------------------- | ------ | --------------------------------- | --- | ---- |
| 1기           | 12부작    | 비긴어게인            | JTBC   | 2017년 6월 25일 ~ 2017년 9월 10일 | 유희열, 윤도현, 이소라, 노홍철                                                                           |      |
| 2기           | 13부작    | 비긴어게인2           | JTBC   | 2018년 3월 30일 ~ 2018년 6월 29일 | 김윤아 팀: 로이킴, 김윤아, 이선규, 윤건, 정세운 박정현 팀: 박정현, 헨리, 하림, 이수현                    |      |
| 3기           | 16부작    | 비긴어게인3           | JTBC   | 2019년 7월 19일 ~ 2019년 11월 8일 | 패밀리밴드: 박정현, 헨리, 하림, 이수현, 임헌일, 김필 딕2적폴탱: 이적, 태연, 폴 킴, 적재, 김현우          |      |
| 4기           | 10부작    | 비긴어게인 코리아     | JTBC   | 2020년 6월 6일 ~ 2020년 8월 9일   | 이소라, 이하이, 헨리, 정승환, 하림, 이수현, 적재, 크러쉬, 소향                                           |      |
| 5기           | 6부작     | 비긴어게인 - 인터미션 | JTBC   | 2023년 1월 6일 ~ 2023년 2월 10일  | 임재범, 박정현, 하동균, 김필, 정동환, 최정훈, 강민경, 헤이즈, HYNN, 정성하, 김현우, 존박, 김종완, 김도형 |      |
| 비정기        | 1부작     | 비긴어게인 Reunion    | JTBC   | 2020년 12월 22일                  | 윤도현, 이수현, 이하이, 임헌일, 폴 킴, 헨리                                                              |      |
| 디지털 콘텐츠 | ―         | 비긴어게인 오픈마이크 | 유튜브 | 2020년 11월 16일 ~ 현재           | 출연진 목록 참조                                                                                         |      |
| 디지털 콘텐츠 | ―         | 비긴어게인 애프터다크 | 유튜브 | 2022년 2월 3일 ~ 현재             | 출연진 목록 참조                                                                                         |      |

## 같이 보기
- 텔레비전 음악